# Trachyphloeosoma
Trachyphloeosoma är ett släkte av skalbaggar. Trachyphloeosoma ingår i familjen vivlar.
Kladogram enligt Catalogue of Life:
| Trachyphloeosoma | \| \| Trachyphloeosoma alternatum \| \| \| \| \| \| Trachyphloeosoma roelofsi \| \| \| \| \| \| Trachyphloeosoma setosum \| \| \| \| |
|                  | \| \| Trachyphloeosoma alternatum \| \| \| \| \| \| Trachyphloeosoma roelofsi \| \| \| \| \| \| Trachyphloeosoma setosum \| \| \| \| |
|                  | Trachyphloeosoma alternatum |
|                  | |
|                  | Trachyphloeosoma roelofsi |
|                  | |
|                  | Trachyphloeosoma setosum |
|                  | |